# Chibchea valle
Chibchea valle is een spinnensoort uit de familie trilspinnen (Pholcidae). De soort komt voor in Colombia. 